# تيريزا لي (ممثلة)
تيريزا لي (بالصينية: 李麗華)‏ هي منتجة ومغنية وممثلة أمريكية وتايوانية (وحملت سابقاً جنسية هونغ كونغ البريطانية)، ولدت في 17 يوليو 1924 في الصين، وتوفيت في 19 مارس 2017 بهونغ كونغ في الصين. بدأت مشوارها المهني سنة 1940، ومن الجوائز التي نالتها جائزة إنجاز العمر لجوائز مهرجان هونغ كونغ السينمائي ‏ سنة 2016 وجائزة الحصان الذهبي لأفضل ممثلة رائدة ‏ سنة 1965 وجائزة الحصان الذهبي لأفضل ممثلة رائدة ‏ سنة 1969 ومهرجان وجوائز الحصان الذهبي السينمائي سنة 1964.

## جوائز
- جائزة إنجاز العمر لجوائز مهرجان هونغ كونغ السينمائي [الإنجليزية]‏ (2016)
- جائزة الحصان الذهبي لأفضل ممثلة رائدة [الإنجليزية]‏ (1965)
- جائزة الحصان الذهبي لأفضل ممثلة رائدة [الإنجليزية]‏ (1969)
- مهرجان وجوائز الحصان الذهبي السينمائي (1964)

## وصلات خارجية
- تيريزا لي على موقع IMDb (الإنجليزية)
- تيريزا لي على موقع مونزينجر (الألمانية)
- تيريزا لي على موقع ميوزك برينز (الإنجليزية)
- تيريزا لي على موقع ديسكوغز (الإنجليزية)
- تيريزا لي على موقع قاعدة بيانات الفيلم (الإنجليزية)